# Colisão de trens em Nova Iguaçu em 2007
A colisão de trens em Nova Iguaçu ocorreu em 30 de agosto de 2007, quando dois trens colidiram no município de Nova Iguaçu, Rio de Janeiro, Brasil. Onze pessoas morreram.
O acidente aconteceu às 16h09 em um entroncamento próximo à estação Austin, em Nova Iguaçu, na Baixada Fluminense, região metropolitana do Rio de Janeiro. Um trem de passageiros transportando 850 pessoas colidiu com a traseira de um trem de passageiros vazio, matando 8 pessoas e ferindo 111, 15 gravemente.